# Устя (село, Гайсинський район)
У́стя — село в Україні, у Бершадській міській громаді Гайсинського району Вінницької області.   Центр Устянської сільської ради (до 2020). Населення — 2610 осіб; перша згадка — 1400 рік.

## Географія
Неподалік від села розташований ботанічний заказник — Устянська Дача.
У селі річки Вільшанка й Велика Бахлайка  впадають у Дохну.

## Транспорт
Неподалік знаходиться станція Устя, де 2 рази на добу зупиняється вузькоколійний поїзд Гайворон-Рудниця.
Добратися до Вінниці можна зі станції Джулинка, де зупиняється поїзд Гайворон-Вінниця. До цієї станції - 11 км. (або, якщо немає як добратися на станцію - можна з вечора виїхати вузькоколійкою в Гайворон і там сісти на поїзд).

## Історія
7 (20) листопада 1917 року, відповідно до Третього Універсалу Української Центральної Ради, увійшло до складу Української Народної Республіки.
6 березня 1920 року до Устя під час Зимового походу заходив Кінний полк Чорних Запорожців Армії УНР. Тут полк роззброїв курінь піхоти, батарею та кулеметників Української Галицької Армії, яка на той час була у складі Збройних сил Півдня Росії (денікінців). Полк забрав у них 4 гармати, 4 гарматні скрині з набоями, 2 скоростріли "Шварцлозе", 15 возів з військовим майном та понад 120 коней. 50 галичан погодилися вступити на службу до полку . 
Під час другого голодомору у 1932–1933 роках, проведеного радянською владою, загинуло 1100 осіб.
12 червня 2020 року, відповідно розпорядження Кабінету Міністрів України № 707-р «Про визначення адміністративних центрів та затвердження територій територіальних громад Вінницької області», село увійшло до складу Бершадської міської громади.
19 липня 2020 року, в результаті адміністративно-територіальної реформи та ліквідації Бершадського району, село увійшло до складу Гайсинського району.

## Уродженці
- Донець Віктор Анатолійович (31.08.1971 — 31.10.2022)  — український військовик, учасник російсько-української війни[6].
- Нейман Еллаїда Данилівна (1926—2003) — художниця.
- Нечиталюк Михайло Федорович - 03.07.1922 -+26.02.2010; - літературознавець, журналіст, професор Львівського університету імені Івана Франка.
- Петрунь Федір Євстафійович — спеціаліст з історичної географії.
- Розенталь Марк Мойсейович (1906—1975) — радянський філософ.
- Рудь Павло Володимирович (20.06.1981 — 04.10.2023)  — український військовик, учасник російсько-української війни[7].
- Самборський Петро Михайлович (30.05.1977 — 16.03.2023) — український військовик, учасник російсько-української війни[8].
- Сомік Олександр Сергійович (26.06.1988 —19.11.2023) — український військовик, учасник російсько-української війни[9].
- Стахов Павло Володимирович (28.09.1995 — 02.08.2022) — український військовик, учасник російсько-української війни[10].
- Тимошенко Владислав Васильович (17.09.1999 — 19.07.2022)  — український військовик, учасник російсько-української війни[11].